# 警察官
警察官（けいさつかん）とは、警察に所属し治安維持を主とした職務を遂行する職業である。

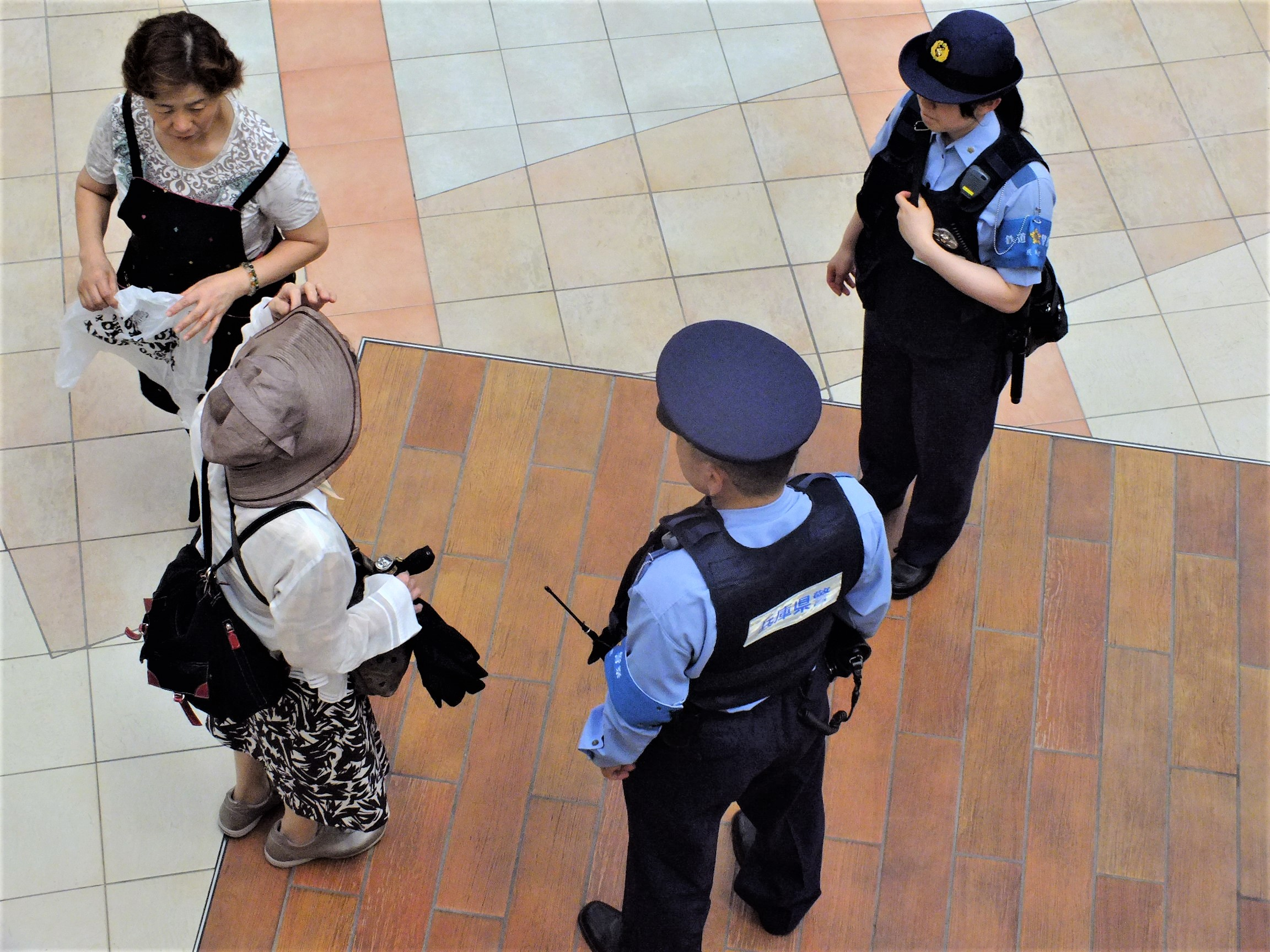
職務中の日本の警察官

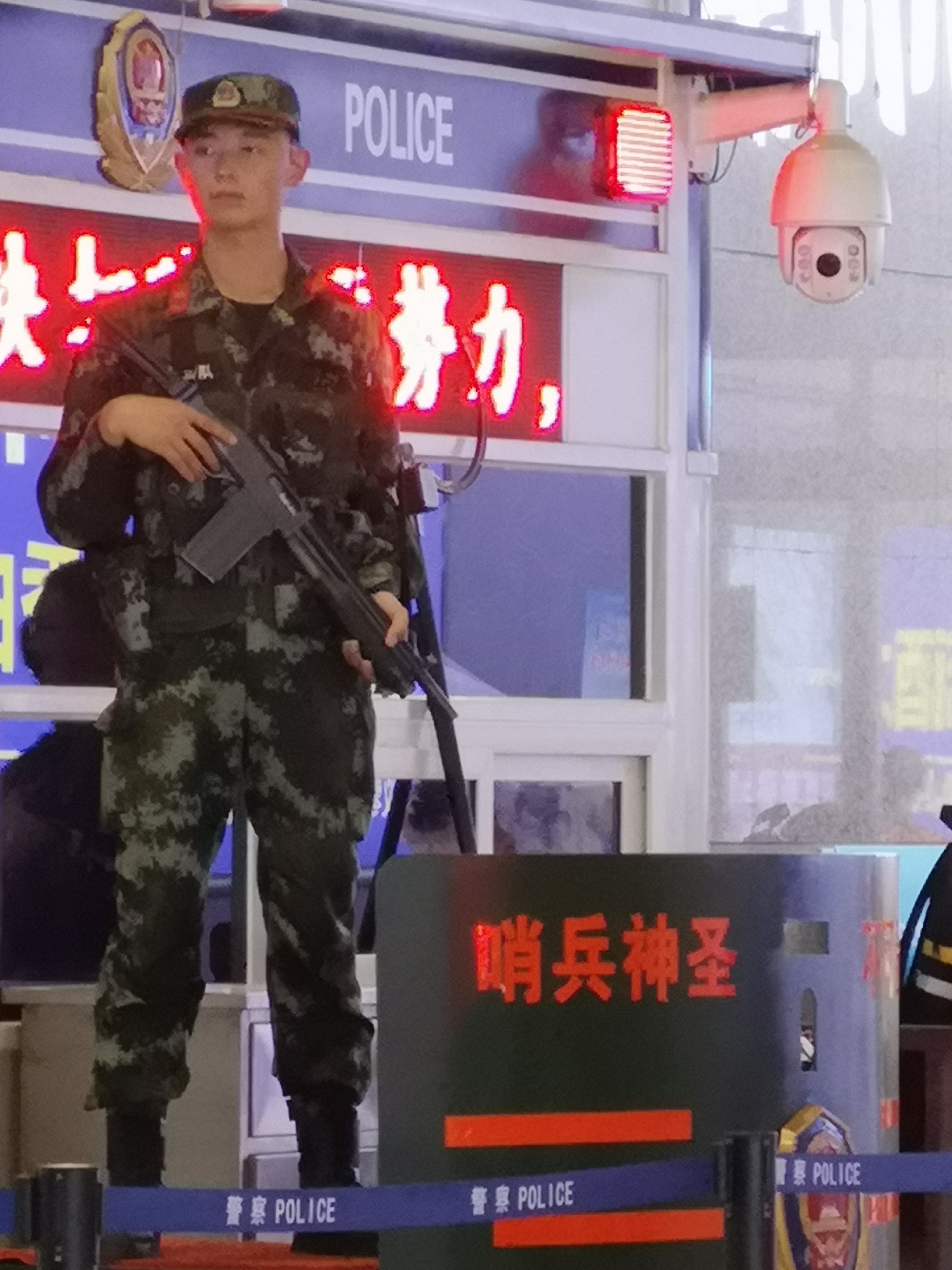
職務中の武警の警察官

## 概要

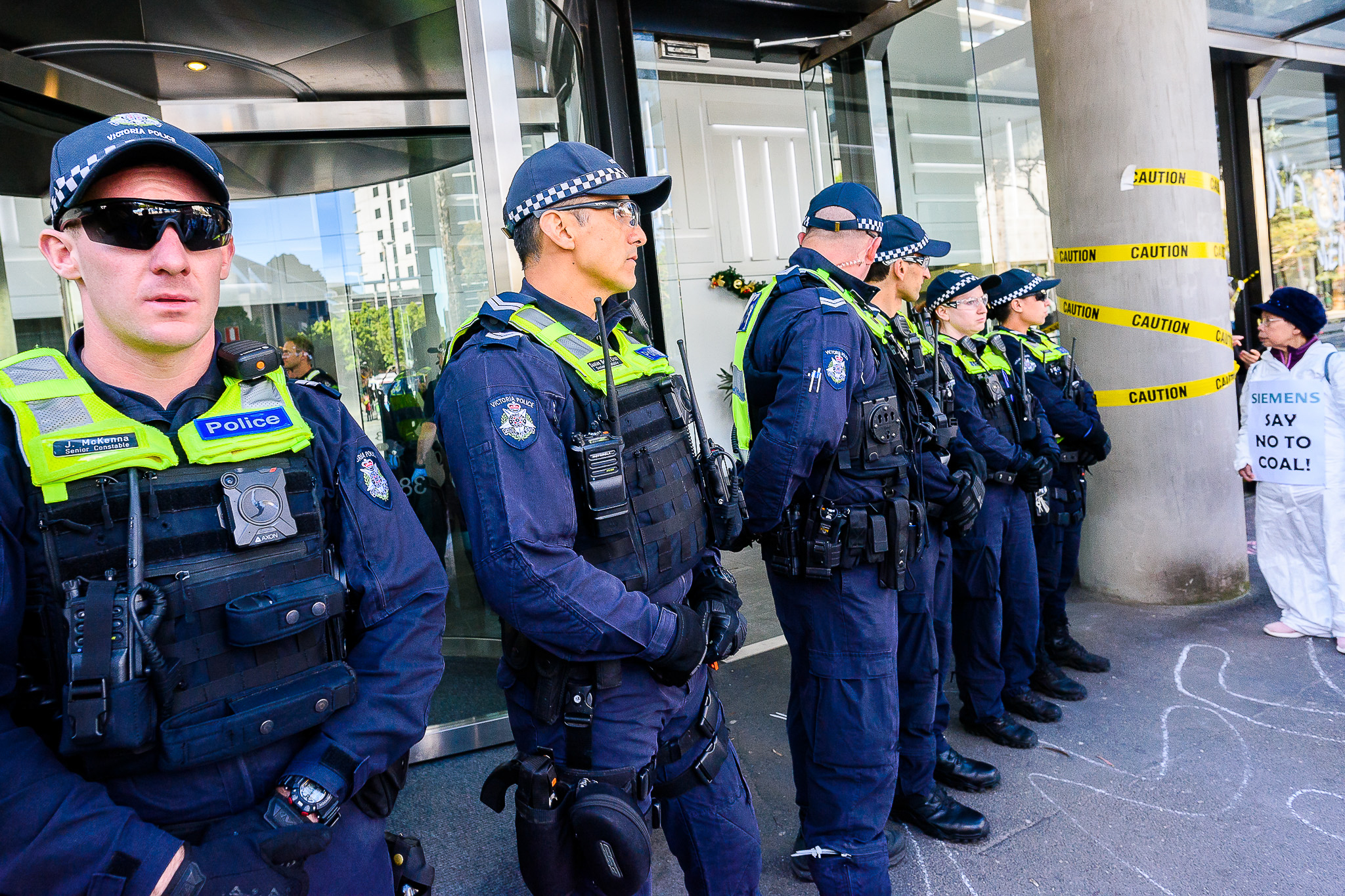
抗議デモに対応するオーストラリア、ビクトリア州警察官

警察官の業務内容は法に基づいた判断や行動が求められており、法にもとづいた社会秩序を維持すること、あるいは社会的規範に適った平和な状態を維持することなどが主たる役割である。
また、警察官は、災害の発生や人の行方不明といった何らかの緊急事態にも大量に動員されることがあり、消防士（消防署）や救急医療の専門家などと連携的な行動をとることもある。
ほとんどの国で交通の秩序を維持することにも携わっており、各国の交通に関する法律に対する違反行為を取り締まっている。例えば、速度超過、駐車違反、飲酒運転、無免許運転、免許証不携帯などの取り締まりである。
任務の遂行のために、銃器類、車両類（パトロールカー、オートバイ、装甲車）、無線機、テーザー銃/スタンガン、警察ボディカメラなどの様々な装備を保持または使用していることが多い。
国ごとに警察および警察官の法的な定義、組織構成、制服、等々は異なったものになっている。

## 各国の警察官
- 国際警察刑事機構

### アジア
- 中国の警察
- 韓国の警察
- 日本の警察官

### ヨーロッパ
- ロシアの警察
- ロシアの法執行機関（英語版）
- イギリスの警察
  - スコットランドヤード
  - ロンドン警視庁
- フランスの警察
- ドイツの警察
- イタリアの警察
- スペインの警察

### アフリカ
- 南アフリカの警察（英語版）

### 北アメリカ
- アメリカ合衆国の警察
  - アメリカの連邦法執行機関（英語版）
  - 州警察 (state police)
  - 保安官 (sheriff)
- カナダの警察（英語版）
  - 王立カナダ騎馬警察

### 南アメリカ
- ブラジルの警察
- アルゼンチンの警察（英語版）

### オセアニア
- オーストラリアの警察（英語版）
- ニュージーランド警察（英語版）

## 関連書籍
- 水野晴郎『世界のお巡りさん24時』読売新聞社、1988年、ISBN 4643881054
- 今村哲也『ウィーン警察官教育の法と命令―法化社会オーストリアの執行組織』関東学院大学出版会、2005年、ISBN 4901734113
- 橋爪幸男『フランスにおける警察官に関する諸規程―任用給与定年等』人事院給与局研究課、1970年、ASIN B000J9IG7G
- 阿部一男『混沌の日々―嗚呼、樺太庁警察官練習所』北海道出版企画センター、1991年、ISBN 4832891022
- 青木説三『遙かなるとき 台湾―先住民社会に生きたある日本人警察官の記録』関西図書出版、2002年、ISBN 4889780289